# Wichrów (Opole)
Pour les articles homonymes, voir Wichrów.
Wichrów est une localité polonaise de la gmina de Radłów, située dans le powiat d'Olesno en voïvodie d'Opole.

## Histoire
De 1742 à 1945, Wichrau fait partie de l'arrondissement de Rosenberg-en-Haute-Silésie dans le district d'Oppeln au sein de la province de Silésie.